# Tjerk Westerterp
Theodorus Engelbertus (Tjerk) Westerterp (Rotterdam, 2 december 1930 – Ulvenhout, 7 oktober 2023) was een  Nederlands politicus van de KVP en later het CDA.

## Biografie

### Politiek

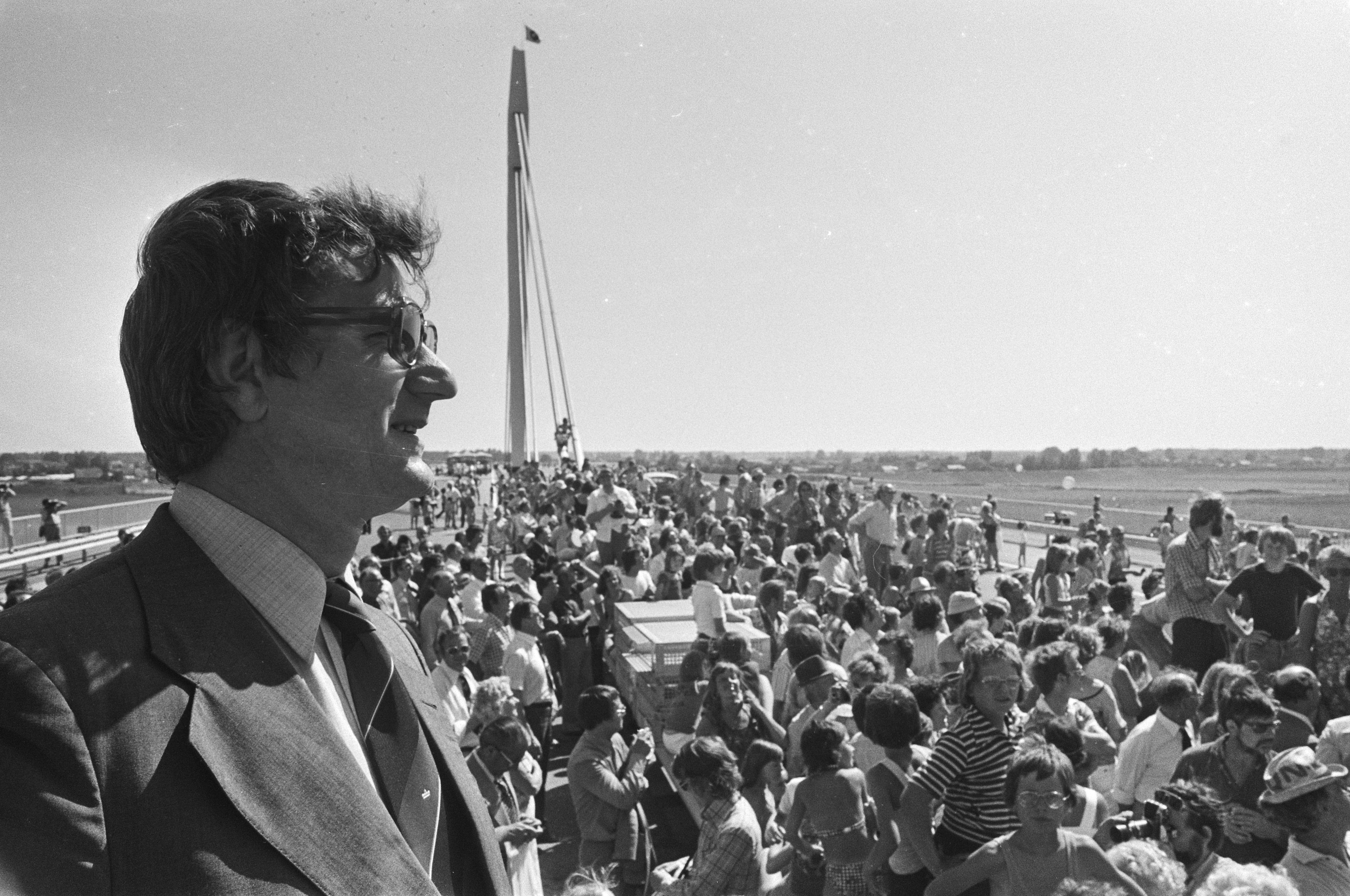
Westerterp opent een nieuwe weg

Westerterp was als katholiek politicus vijftien jaar actief in de landelijke politiek. In 1963 werd hij Tweede Kamerlid na journalist en Europees ambtenaar te zijn geweest. Hij verklaarde na de 'Nacht van Schmelzer' in 1966 dat hij zich niet gerealiseerd had dat de motie-Schmelzer tot een kabinetscrisis zou leiden, en dat hij daarom vóór had gestemd.
Hij was staatssecretaris van Europese Zaken in de kabinetten Biesheuvel I en Biesheuvel II. Als minister van Verkeer en Waterstaat in het kabinet-Den Uyl was hij verantwoordelijk voor de afsluiting met een pijlerdam van de Oosterschelde. Dit was een compromis dat het kabinet redde, want de Radicalen waren tegen afdamming.
Hij nam verder diverse maatregelen om de verkeersveiligheid te vergroten. Zo voerde hij op 1 november 1974 de wettelijke verplichting tot het gebruik van de autogordel en de bromfietshelm in en een maand later stelde hij de tachograaf in het weggoederenvervoer verplicht. Protesten van chauffeurs mochten niet baten; de controle op de rij- en rusttijden kon met de komst van de tachograaf eindelijk effectief plaatsvinden. Al deze maatregelen hebben er toe bijgedragen dat het aantal doden en gewonden in het verkeer binnen enkele jaren gevoelig is gedaald.
In 1974 werd op verzoek van Westerterp een ontwerpwedstrijd voor het beste regenpak voor de fiets uitgeschreven om zo meer mensen na de oliecrisis van 1973 op de fiets naar het werk te krijgen.

### Na de politiek
In 1978 stapte hij uit de politiek. Hij werd voorzitter van de juist opgerichte Optiebeurs in Amsterdam, een functie die hij tot aan zijn pensionering bleef bekleden. In 1983 was hij degene die de AEX instelde, sindsdien de belangrijkste aandelenindex in Nederland.
Begin jaren 90 trok de oud-minister ten strijde tegen een initiatief van zijn verre opvolger Hanja Maij-Weggen. Zij wilde een nieuwe strook asfalt aan de A1 in de spits reserveren voor carpoolers. Westerterp ging (aangekondigd) als enige inzittende in zijn auto op deze strook rijden, liet zich bekeuren en vocht de zaak uit tot aan de Hoge Raad. Hij won, en de carpoolstrook kon worden gevoegd bij de mislukte plannen.
Eind jaren 90 lanceerde Westerterp een nieuwe oplossing voor het fileprobleem: de dubbeldeks snelweg. Door het overkluizen van een snelweg met een andere snelweg zou de capaciteit worden verdubbeld. Met geestverwanten richtte de oud-minister de Stichting Hoge Snelweg op.
In 2000, kort voor zijn zeventigste verjaardag, veroorzaakte Westerterp onder invloed van alcohol een ernstig verkeersongeluk. Het leek gedaan met zijn publieke bestaan. Toch was hij nog kort actief voor Leefbaar Nederland. Als oude rot in het vak zou hij fractievoorzitter Fred Teeven inwerken. Maar al na een half jaar volgden nieuwe verkiezingen, en Leefbaar verdween grotendeels uit de Tweede Kamer.
In maart 2007 zette de Haagse rechter hem uit zijn functie als voorzitter van de Stichting Hoge Snelweg. Zijn medebestuurders hadden hierom gevraagd, omdat Westerterp hen overal buiten liet, en gelden doorsluisde naar andere rekeningen. Op last van de rechter werd Westerterps naam verwijderd uit het stichtingenregister van de Kamer van Koophandel.
Westerterp woonde in het Brabantse Ulvenhout, waar hij op 92-jarige leeftijd overleed.